# فیدل سانچز هرناندز
فیدل سانچز هرناندز (انگلیسی: Fidel Sánchez Hernández؛ زاده ۷ ژوئیهٔ ۱۹۱۷ – درگذشته ۲۸ فوریهٔ ۲۰۰۳) سیاست‌مدار اهل السالوادور بود. وی از ۱ ژوئیه ۱۹۶۷ تا ۱۵ اکتبر ۱۹۷۲ رئیس‌جمهور این کشور بود.
فیدل سانچز هرناندز در ۲۸ فوریه ۲۰۰۳، در سن ۸۵ سالگی بر اثر سکته قلبی درگذشت.